# 1999 DE8
1999 DE8, também escrito como 1999 DE8, é um objeto transnetuniano (TNO) que está localizado no cinturão de Kuiper, uma região do Sistema Solar. Este corpo celeste é classificado como um cubewano. Ele possui uma magnitude absoluta (H) de 9,6 e, tem um diâmetro estimado com cerca de 53 km.

## Descoberta
1999 DE8 foi descoberto no dia 16 de fevereiro de 1999 pelos astrônomos B. Gladman, J. J. Kavelaars, A. Morbidelli e M. J. Holman.

## Órbita
A órbita de 1999 DE8 tem uma excentricidade de 0.000 e possui um semieixo maior de 45.604 UA. O seu periélio leva o mesmo a uma distância de 45.604 UA em relação ao Sol e seu afélio a 45.604.